# Blohm & Voss BV-238
Blohm & Voss BV-238 е немски хидроплан, построен по време на Втората световна война. Излитайки за първи път през 1944 г., той става най-тежкият самолет, летял дотогава, както и най-големият, произведен някога от страните на Оста.

## Концепция
Първият прототип полита през април 1944 г. В гондолите на крилете са монтирани шест двигателя Daimler-Benz DB.603 с мощност от по 1287 kW (1750 к. с.). Охлаждащите радиатори са разположени под двигателите.

## Унищожаването
Единственият завършен BV-238 е обстрелян и потопен в дока на Шалзе. В по-нататъшната информация източниците се разминават.
Според американски източници, BV-238 V1 е разрушен при нальота на P-51 Mustang от американската 361 изтребителна ескадрила през септември 1944 г. Водещият Мустанг „Мис Детройт“ е пилотиран от лейтенант Ърбън „Бен“ Дрю, а воденият – от Уилям Роджърс. След атаката, Дрю съобщава, че е унищожен BV-222 „Викинг“. Той е сигурен в това, докато през 1974 г. не се свързва с BBC във връзка със заснемането на документален филм, откъдето разбира, че унищоженият от тях самолет всъщност е BV-238 V1, провеждащ изпитателен полет в авиобазата в Шалзе.
Немски източници, отчасти позоваващи се на показанията на местни жители и служители на Blohm + Voss твърдят, че BV-238 V1 е открит от RAF (Royal Air Forces) между 23 и 26 април 1945 г. Както се съобщава, съюзниците се опасяват, че Адолф Хитлер може да използва този самолет, за да избяга в Южна Америка и затова скоро след това последва атака. Хидропланът е атакуван от самолети Hawker Typhoon или Hawker Tempest. Вследствие на обстрела, двигателите се запалват, а самолетът изгаря и потъва. Според британците, атаката е проведена на 4 май 1945 г.

### Модификации
BV-238 V1
Единственият завършен прототип.
BV-238-Land
Самолет с наземно базиране.
BV-250
Наземен вариант на BV-238 за използване като самолет за морско разузнаване с далечния обсег на действие.